# Schizaspidia peterseni
Schizaspidia peterseni är en stekelart som beskrevs av Karl-Johan Hedqvist 1978. Schizaspidia peterseni ingår i släktet Schizaspidia och familjen Eucharitidae.
Artens utbredningsområde är Filippinerna. Inga underarter finns listade i Catalogue of Life.